# Верхов'є (Бєляєвське сільське поселення)
Верхов'є (рос. Верховье) — присілок Велізького району Смоленської області Росії. Входить до складу Бєляєвського сільського поселення.
Населення — 32 особи (2007 рік).